# Hannogne-Saint-Martin

Hannogne-Saint-Martin este o comună în departamentul Ardennes din nordul Franței. În 1 ianuarie 2022 avea o populație de 439 de locuitori.